# Holandia na Letnich Igrzyskach Olimpijskich 1928

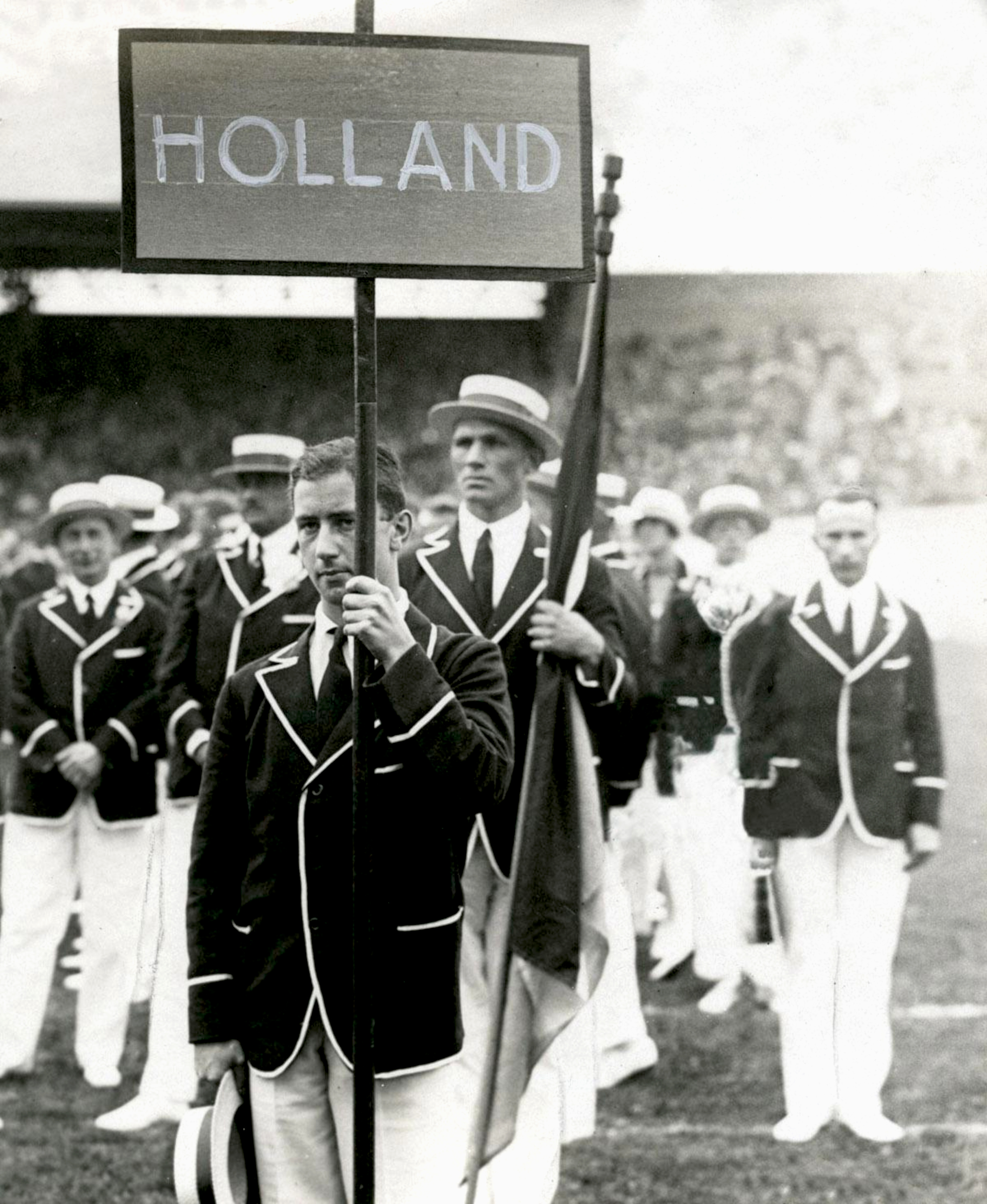
Reprezentacja Holandii podczas ceremonii otwarcia

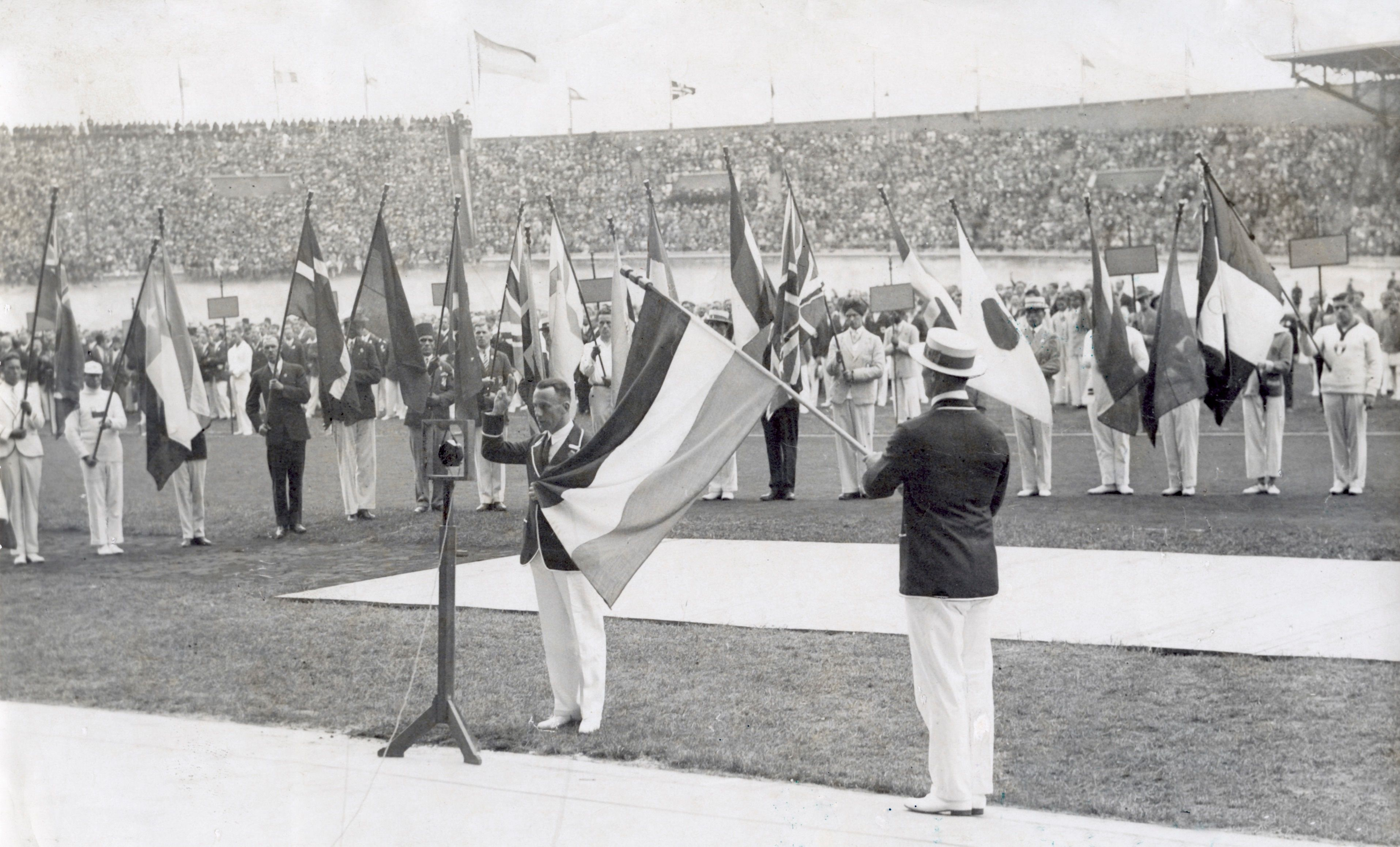
Harry Dénis składa przysięgę w imieniu wszystkich sportowców podczas ceremonii otwarcia

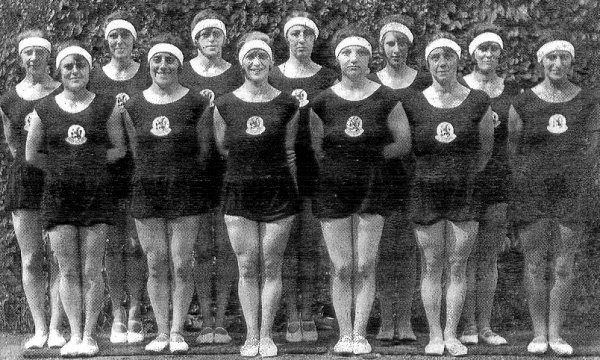
Drużyna gimnastyczek, która podczas igrzysk wywalczyła złoty medal

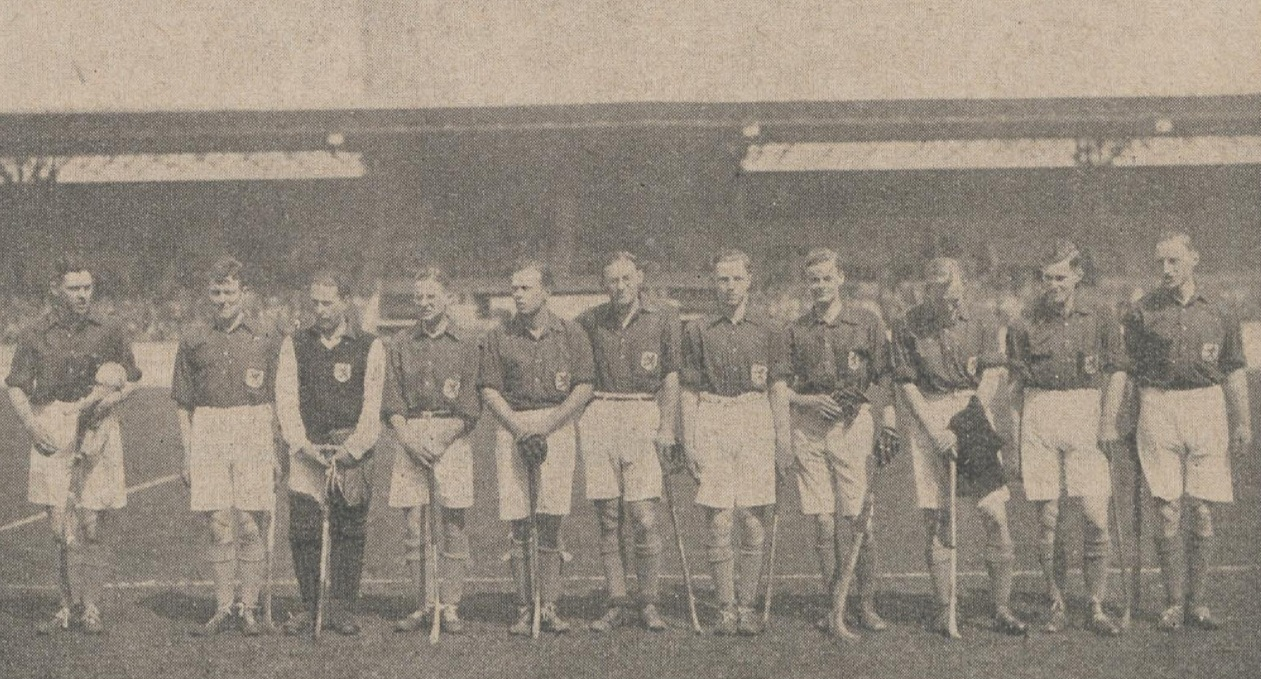
Drużyna hokejowa, która podczas igrzysk wywalczyła srebrny medal

Holandię na Letnich Igrzyskach Olimpijskich 1928 reprezentowało 264 zawodników: 219 mężczyzn i 45 kobiet. Był to 6. start reprezentacji Holandii na letnich igrzyskach olimpijskich.
Holandia podczas tych igrzysk była gospodarzem.

## Zdobyte medale
| Medal  | Zawodnik | Dyscyplina           | Konkurencja                     | Data        |
| ------ | --- | -------------------- | ------------------------------- | ----------- |
| Złoto  | Bep van Klaveren | Boks                 | waga piórkowa                   | 11 sierpnia |
| Złoto  | Bernard Leene Daan van Dijk | Kolarstwo            | tandemy                         | 6 sierpnia  |
| Złoto  | Charles Pahud de Mortanges | Jeździectwo          | WKKW – indywidualnie            | 11 sierpnia |
| Złoto  | Gerard de Kruijff Charles Pahud de Mortanges Dolf van der Voort van Zijp | Jeździectwo          | WKKW – drużynowo                | 11 sierpnia |
| Złoto  | Estella Agsteribbe Petronella Burgerhof Elka de Levie Helena Nordheim Anna Polak Judikje Simons Jacoba Stelma Jacomina van den Berg Alida van den Bos Anna van der Vegt Petronella van Randwijk Hendrika van Rumt | Gimnastyka           | Wielobój drużynowo              | 9 sierpnia  |
| Złoto  | Marie Braun | Pływanie             | 100 m stylem grzbietowym        | 11 sierpnia |
| Srebro | Lien Gisolf | Lekkoatletyka        | Skok wzwyż                      | 5 sierpnia  |
| Srebro | Janus Braspennincx Jan Mass Jan Pijnenburg Piet van der Horst | Kolarstwo            | Wyścig drużynowy na dochodzenie | 6 sierpnia  |
| Srebro | Antoine Mazairac | Kolarstwo            | Sprint                          | 6 sierpnia  |
| Srebro | Gerard Bosch van Drakestein | Kolarstwo            | 1 km na czas                    | 5 sierpnia  |
| Srebro | Jan Ankerman Jan Brand Rein de Waal Emile Duson Gerrit Jannink Adriaan Katte August Kop Ab Tresling Paul van de Rovaart Robert van der Veen Haas Visser 't Hooft                                                  | Hokej na trawie      | Hokej na trawie                 | 26 maja     |
| Srebro | Gerard de Vries Lentsch Maarten de Wit Lambertus Doedes Hendrik Kersken Johannes van Hoolwerff Cornelis van Staveren                                                                                              | Żeglarstwo           | Klasa 8 metrów                  | 9 sierpnia  |
| Srebro | Marie Braun | Pływanie             | 400 metrów stylem dowolnym      | 6 sierpnia  |
| Srebro | Mietje Baron | Pływanie             | 200 metrów stylem grzbietowym   | 9 sierpnia  |
| Brąz   | Karel Miljon | Boks                 | waga półciężka                  | 11 sierpnia |
| Brąz   | Gerard le Heux Jan van Reede Pierre Versteegh | Jeździectwo          | Ujeżdżenie – drużynowo          | 11 sierpnia |
| Brąz   | Guus Scheffer | Podnoszenie ciężarów | Waga średnia                    | 29 lipca    |
| Brąz   | Jan Verheijen | Podnoszenie ciężarów | Waga lekkociężka                | 29 lipca    |